# 175 Andromache
Andromache (asteroide 175) é um asteroide da cintura principal com um diâmetro de 101,17 quilómetros, a 2,4444567 UA. Possui uma excentricidade de 0,2324518 e um período orbital de 2 075,92 dias (5,68 anos).
Andromache tem uma velocidade orbital média de 16,68992584 km/s e uma inclinação de 3,21884º.
Este asteroide foi descoberto em 1 de Outubro de 1877 por James C. Watson.
Este asteroide recebeu este nome em homenagem à personagem Andrómaca, da mitologia grega.